# 傑森·麥卡錫
傑森·麥卡錫（英語：Jason McCarthy；1995年11月7日—）是一位英格蘭足球運動員。在場上的位置是後衛。他現在效力於英甲球隊韋甘比，曾效力於南安普敦足球俱樂部。他出身自南安普敦的青訓營，並在2014年12月26日南安普敦對水晶宮的比賽上首次代表南安普敦參加英超比賽。

## 外部連結
- 足球数据库：傑森·麥卡錫的球员统计数据